# Карджин
Карджи́н (осет. Кæрдзын) — село в Кировском районе Республики Северная Осетия — Алания. Административный центр и единственный населённый пункт Карджинского сельского поселения.

## География
Село находится у южного подножья Кабардино-Сунженского хребта, в междуречье рек Камбилеевка и Терек, в 7,5 км к юго-востоку от районного центра Эльхотово и в 48 км к северо-западу от города Владикавказ. 
Граничит с населёнными пунктами: Эльхотово на северо-востоке, Дарг-Кох на западе и Бекан на юге. 

## Этимология
В переводе с осетинского язык Карджин (осет. Кæрдзын) означает — «хлебное».

## История
В приказе генерала Абхазова тагаурскому старшине Каз-Магомету Дударову в 1830 году говорилось: «На месте сожжённой деревни Чми назначается тебе место для поселения деревни из 40 домов, состоящей при реке Камбилеевке, с тем, чтобы деревня была построена по данному плану правильно, кругом окопана канавой и укреплена колючкой, а по середине улицы с наружной стороны построены были для защиты деревни четыре деревянные башни. Земли для хлебопашества и сенокосов назначаются вниз по правой стороне реки Камбилеевка и Кабардинскими горами, и вправо до большой дороги». 
Выселяя жителей из ущелья и поселяя их в предгорья, русское военное командование преследовало двоякую цель: избавиться от «непокорных чмитинцев» в Дарьяльском ущелье и в то же время использовать их для охраны Военно-Грузинской дороги на стыке границ Кабарды, Чечни и Осетии. Причём для большей надёжности, во главе нового поселения был поставлен человек, в преданности которого военная администрация была абсолютно уверена.
В приказе Абхазова говорилось: «Вменяется тебе в обязанность, чтобы ты, поселяясь на сем месте, старался не пропущать проезжающих хищнических партий на большую Военно-Грузинскую дорогу под опасением старого взыскания». Окончательно разорённые чмининцы на новом месте не успели за осень воздвигнуть каких-либо построек для жилищ. Поэтому зимовать пришлось в наспех вырытых землянках и шалашах, отчего распространялись болезни. Особенно высокая смертность была среди детей. Холод, голод и болезни косили не успевших привыкнуть к новым климатическим условиям детей и стариков.
Власти не разрешили дать новому селу имя Дударовых. Официально оно было названо Карджином, что в переводе означает «чурек».
После свершения Октябрьской революции, жизнь людей в селе изменилась коренным образом. Появилось радио, провели электричество. В 1930 году в селе был организован колхоз «III Интернационал». Первым представителем был Бобота Кандохов. Было создано шесть полеводческих бригад. 
Вторая мировая война
В годы Великой Отечественной войны из села на фронт были призваны и ушли добровольцами 500 человек. Героем Советского Союза стал Моргоев Бек Хаджимуссаевич .Беспримерный подвиг совершил лётчик Алибек Слонов, который на крыле своего самолёта вынес командира эскадрильи Николая Святенко. Эта история облетела весь мир. Во многих газетах подвиг Алибека назвали «небывалым, превосходящим все, до сих пор известное нам в аналогах мировой авиации». Нина Слонова, снайпер из Карджина, убила 124 фашиста. 

## Население
| 2002  | 2010  | 2011  | 2012  | 2013  | 2014  | 2015  |
| ----- | ----- | ----- | ----- | ----- | ----- | ----- |
| 3099  | ↘3067 | ↗3069 | ↘3050 | ↘3018 | ↘3013 | ↘2992 |
| 2016  | 2017  | 2018  | 2019  | 2020  | 2021  | 2023  |
| ↘2987 | ↘2986 | ↘2970 | ↘2931 | ↘2918 | ↗2998 | ↘2958 |
| 2024  | 2025  |       |       |       |       |       |
| ↘2957 | ↘2952 |       |       |       |       |       |

Национальный состав
По данным Всероссийской переписи населения 2010 года.
| Народ   | Численность, чел. | Доля от всего населения, % |
| ------- | ----------------- | -------------------------- |
| осетины | 2 535             | 82,7 %                     |
| русские | 447               | 14,6 %                     |
| другие  | 85                | 2,7 %                      |
| всего   | 3 067             | 100 %                      |

Половой состав
По данным Всероссийской переписи 2010 года, в селе проживало 1422 мужчины и 1645 женщин. 

## Религия
Ислам
- Карджинская мечеть.

Русская Православная Церковь
- Церковь Пресвятой Троицы

## Известные уроженцы
- Дударов Сафар Джамботович (1888—1920) — революционный деятель.
- Моргоев Бек Хаджимусаевич (1919—1978) — Герой Советского Союза.
- Камбердиев Мисост Бимболатович (1909—1931) — осетинский поэт.

## Достопримечательности
- Обелиск погибшим воинам 1941—1945 гг. Кировского района. В память о 36 погибших воинах построен в 1965 году сельским Советом на окраине села.